# Chemin de Fer de la Rhune
| Zug der Chemin de Fer de la Rhune an der Talstation |                     |                                             |                                             |
| Streckenlänge: | 4,2 km              |                                             |                                             |
| Spurweite: | 1000 mm (Meterspur) |                                             |                                             |
| Stromsystem: | 3000 V 50 Hz ∆      |                                             |                                             |
| Maximale Neigung: | 250 ‰               |                                             |                                             |
| Minimaler Radius: | 80 m                |                                             |                                             |
| Zahnstangensystem: | Strub               |                                             |                                             |
| Streckengeschwindigkeit: | 9 km/h              |                                             |                                             |
| |                     |                                             |                                             |
| \| \| \| Bahnstrecke Saint-Jean-de-Luz–Sare (VFDM) \| \| \| \| \| von Saint-Jean-de-Luz nach Sare (1924–1937) \| \| \| \| 0,00 \| Col de Saint-Ignace \| 169 m \| \| \| 0,28 \| Dépôt \| 218 m \| \| \| 0,42 \| \| \| \| \| 2,17 \| Croisement (Ausweiche, seit 1988) \| 538 m \| \| \| 2,65 \| Les Trois Fontaines (bis 1987) \| 543 m \| \| \| 4,25 \| Sommet de La Rhune \| 886 m \| \| \| \| La Rhune (Larrun) \| 905 m \| \| \| \| \| \| \| Quellen: [1] \| \| \| \| |                     |                                             |                                             |
| |                     | Bahnstrecke Saint-Jean-de-Luz–Sare (VFDM)   |                                             |
| ehemaliger Turmbahnhof Strecke bis hier außer Betrieb (Strecke geradeaus außer Betrieb) |                     | von Saint-Jean-de-Luz nach Sare (1924–1937) | von Saint-Jean-de-Luz nach Sare (1924–1937) |
| Haltepunkt / Haltestelle, ehemaliger Bahnhof | 0,00                | Col de Saint-Ignace                         | 169 m                                       |
| Betriebs-/Güterbahnhof Streckenanfang und quer · Abzweig geradeaus und nach rechts | 0,28                | Dépôt                                       | 218 m                                       |
| Brücke | 0,42                |                                             |                                             |
| Dienststation / Betriebs- oder Güterbahnhof | 2,17                | Croisement (Ausweiche, seit 1988)           | 538 m                                       |
| ehemaliger Bahnhof | 2,65                | Les Trois Fontaines (bis 1987)              | 543 m                                       |
| Haltepunkt / Haltestelle Streckenende | 4,25                | Sommet de La Rhune                          | 886 m                                       |
| |                     | La Rhune (Larrun)                           | 905 m                                       |
| |                     |                                             |                                             |
| Quellen: |                     |                                             |                                             |

Die Chemin de Fer de la Rhune (CFR), auch als Train de la Rhune oder Petit train de la Rhune bezeichnet, ist eine mit Drehstrom von 3 kV und 50 Hz betriebene Zahnradbahn mit zweipoliger Oberleitung im Westen der Pyrenäen. Sie führt vom Pass Col de Saint Ignace (170 m) auf den Berg La Rhune (888 m). Die Bahn gehört dem Département Pyrénées-Atlantiques und wird betrieben vom Établissement public des stations d’altitude (EPSA).

## Geschichte
Der erste Abschnitt der Bahn wurde am 25. April und der zweite am 30. Juni 1924, von der Société des Voies Ferrées Départementales du Midi (VFDM), eröffnet und führt zur 905 Meter hohen Bergstation beim Gipfel des Berges. Der Bau der Strecke wurde vor dem Ersten Weltkrieg begonnen, die Fahrzeuge wurden 1914 geliefert. Von 1935 bis 1937 stellte die VFDM ihr ganzes Netz ein, nur die Zahnradbahn blieb übrig, nun aber als isolierte Bahnstrecke. Daher musste eine Werkstätte gebaut werden. Aufgrund von finanziellen Schwierigkeiten musste eine Zuggarnitur 1938 an die Bergbahn Luchon–Superbagnères verkauft werden. Während des Zweiten Weltkrieges musste der reguläre Betrieb eingestellt werden, einzig Versorgungsfahrten zum strategisch wichtigen Gipfel wurden durchgeführt, nachdem die deutsche Besatzungsmacht dort eine Radarstation eingerichtet hatte. Nach Ende des Krieges stieg der Verkehr wieder an, so dass in den Jahren 1972 und 1979 diverses Rollmaterial von der oben genannten Bergbahn gekauft wurde, darunter auch der 1938 verkaufte dritte Zug. Konzessionärin von 1989 bis 1995 war die Société Hydroélectrique du Midi (SHEM). 1996 ließ die zu Veolia Transport gehörende CFTA, welche 1995 bis 2012 Betreiberin der Bahn war, auf von der Bergbahn Luchon–Superbagnères übernommenen Untergestellen zwei Wagen für einen vierten Zug neu aufbauen.

## Fahrzeuge und Betrieb
Heute sind bei der Bahn sechs der ursprünglich sieben für diese Bahn und die Bahn Luchon–Superbagnères gebauten Lokomotiven mit den Nummern 1–6 vorhanden. Diese wurden wie folgt erbaut:
- 1912 unter den Fabriknummern SLM 2233–2235 für Luchon Nr. 1–3,
- 1914 unter den Fabriknummern SLM 2428–2431 für La Rhune Nr. 1–3 (davon Nr. 3 ab 1938 Luchon Nr. 5) und Luchon Nr. 4, 1954 verunfallt.

Von den acht Personenwagen, die talseits eine Achse mit Bremszahnrad und bergseits ein Drehgestell besitzen, gehören sechs zur Ursprungsausrüstung der Bahn, zwei davon waren aber ab 1938 in Luchon, bevor sie 1972 zurückgekauft werden konnten. Die zwei weiteren Wagen wurden 1996 nach dem ursprünglichen Muster auf Untergestellen aufgebaut, die 1979 ebenfalls von Luchon gekauft werden konnten.
Die Lokomotiven sind stets talwärts gekuppelt, so dass die Vorstellwagen nicht entlaufen können. Ferner sind die Lokomotiven mit einer Geschwindigkeitsüberwachung ausgerüstet, die eine Notbremsung auslöst, sobald die Geschwindigkeit 9 km/h überschreitet.
Die Durchschnittsgeschwindigkeit der Bahn beträgt 8 km/h, so dass die 4,2 Kilometer lange Strecke in rund 35 Minuten zurückgelegt wird. Sie ist ausschließlich im Sommer in Betrieb und fährt bei Bedarf alle 40 Minuten. Im Winter werden lediglich Versorgungsfahrten für die Fernsehstation auf dem Gipfel durchgeführt.